# 五月的鲜花
《五月的鲜花》，中国抗战歌曲，光未然词，阎述诗曲。
该曲歌词创作于1935年，配曲于1936年。1935年，光未然在武汉所作独幕话剧《阿银姑娘》，该曲为这一话剧的序曲。1936年夏，东北大学排演《阿银姑娘》时，因剧本上只有歌词，没有曲谱，该校教师阎述诗为其创作了乐曲。1947年2月8日中華民國南京国民政府行政院禁止广播及灌制該曲。1959年，该曲被选作电影《青春之歌》的插曲，并随电影的热播红遍全国。

## 词曲版权
- 词作者光未然于2002年去世。
- 曲作者阎述诗于1963年去世。

## 其他相关
据说，冼星海是看到光未然创作的《五月的鲜花》后，向光未然提出合创《黄河大合唱》邀请的。